# Dost (Naturschutzgebiet)
Der Dost oder auch Doost ist ein Naturschutzgebiet und Geotop im Gemeindegebiet von Floß (Ortsteil Diepoltsreuth) im Landkreis Neustadt an der Waldnaab in der nördlichen Oberpfalz. Der Dost besteht aus runden Granitblöcken mit Durchmessern von 50 Zentimetern bis zu 5 Meter, die sich im Lauf des Baches Girnitz gesammelt haben.
Die Felsenformationen entstanden durch Verwitterung und eiszeitliche Prozesse.
Um den Dost ranken sich zahlreiche Geschichten und Sagen.
Bereits 1937 wurde der Dost zum Naturschutzgebiet erklärt. Damit ist der Dost das älteste Naturschutzgebiet der Oberpfalz. Das etwa 10 Hektar große Areal bietet zahlreichen Tier- und Pflanzenarten einen unberührten Lebensraum.
Der Dost gilt in der einheimischen Bevölkerung als sehr beliebtes Wanderziel, zu dem auch mehrere Wanderwege ausgeschildert sind.

## Geotop
Der Girnitz-Bachlauf ist vom Bayerischen Landesamt für Umwelt als wertvolles Geotop (Geotop-Nummer: 374R005) ausgewiesen.